# 张寿武

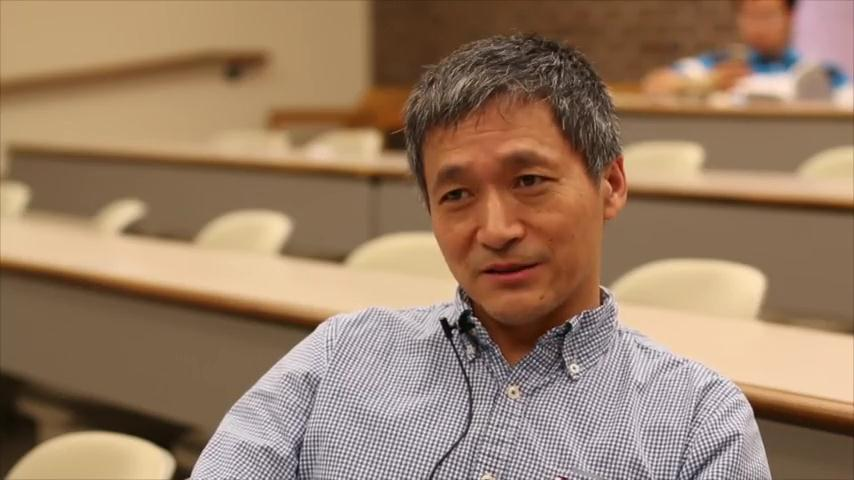
张寿武

张寿武（1962年10月9日—），美国华裔数学工作者，普林斯顿大学教授。

## 生平
张寿武出生于中国安徽省和县西埠镇，1980年考入中山大学化学系（由于数学分太低），但由于对于数学的执着假装色盲学不了化学而后转入数学系，1983年毕业。之后前往中国科学院数学研究所攻读硕士学位，师从数学家王元。1986年毕业后赴美国哥伦比亚大学留学，师从吕西安·施皮罗与格尔德·法尔廷斯。1991年获博士学位。此后任普林斯顿大学助理教授，并任职于普林斯顿高等研究院。1996年获哥伦比亚大学终身教职。2000年受聘担任清华大学高等研究中心长江学者讲座教授。2011年起任普林斯顿大学教授。
张寿武的主要研究领域包括数论与代数几何。他于1996年证明了波戈莫洛夫猜想 。此后他又推广了格罗斯－乍基亚公式，被称为“格罗斯－乍基亚－张公式”。
张寿武是美国文理科学院院士（2011年），曾获得过斯隆研究奖（1997年）、晨兴数学金奖（1998年）、古根海姆基金奖（2009年）等奖项。